# 田中亮一 (政治家)
田中 亮一（たなか りょういち、1890年（明治23年）8月29日 - 1945年（昭和20年）12月26日）は、日本の政治家。衆議院議員（5期）、佐賀県神埼郡千歳村（のち千代田村→千代田町、現・神埼市）長。

## 経歴
佐賀県出身。1915年早稲田大学政治経済科卒。卒業後は佐賀県に戻り農業を営む傍ら千歳村長、同農会長、神埼郡会議員、同農会長、佐賀県会議員、同参事会員、肥前麺業（株）社長、肥筑軌道取締役などを経て、1928年の第16回衆議院議員総選挙で立憲政友会公認で立候補して初当選。1930年の第17回衆議院議員総選挙で落選したが、1932年の第18回衆議院議員総選挙で復帰して以来4回連続当選した。1942年の第21回衆議院議員総選挙（いわゆる「翼賛選挙」）では非推薦で立候補して当選した。1945年の幣原内閣で海軍政務次官に就任。同年11月で海軍省が廃止され、第二復員省となったため引き続き第二復員政務次官になった。同年12月18日の議会解散後、同月26日に死去した。